# Europs wollastoni
Europs wollastoni es una especie de coleóptero de la familia Monotomidae.

## Distribución geográfica
Habita en Venezuela y Colombia.